# Timanienne
En géologie, c'est une période d'orogenèse du Néoprotérozoïque, qui est à l'origine de la formation de reliefs sur la marge Nord-est de Baltica (nord-est de la Norvège et nord-ouest de la Russie, dans les régions de Komi et d'Arkhangelsk). Elle a été déclenchée par la subduction du plancher océanique sous Baltica. Cette orogenèse est liée à l'orogenèse Cadomienne.